# Odostomia acuta
Odostomia acuta é uma espécie de molusco pertencente à família Pyramidellidae.

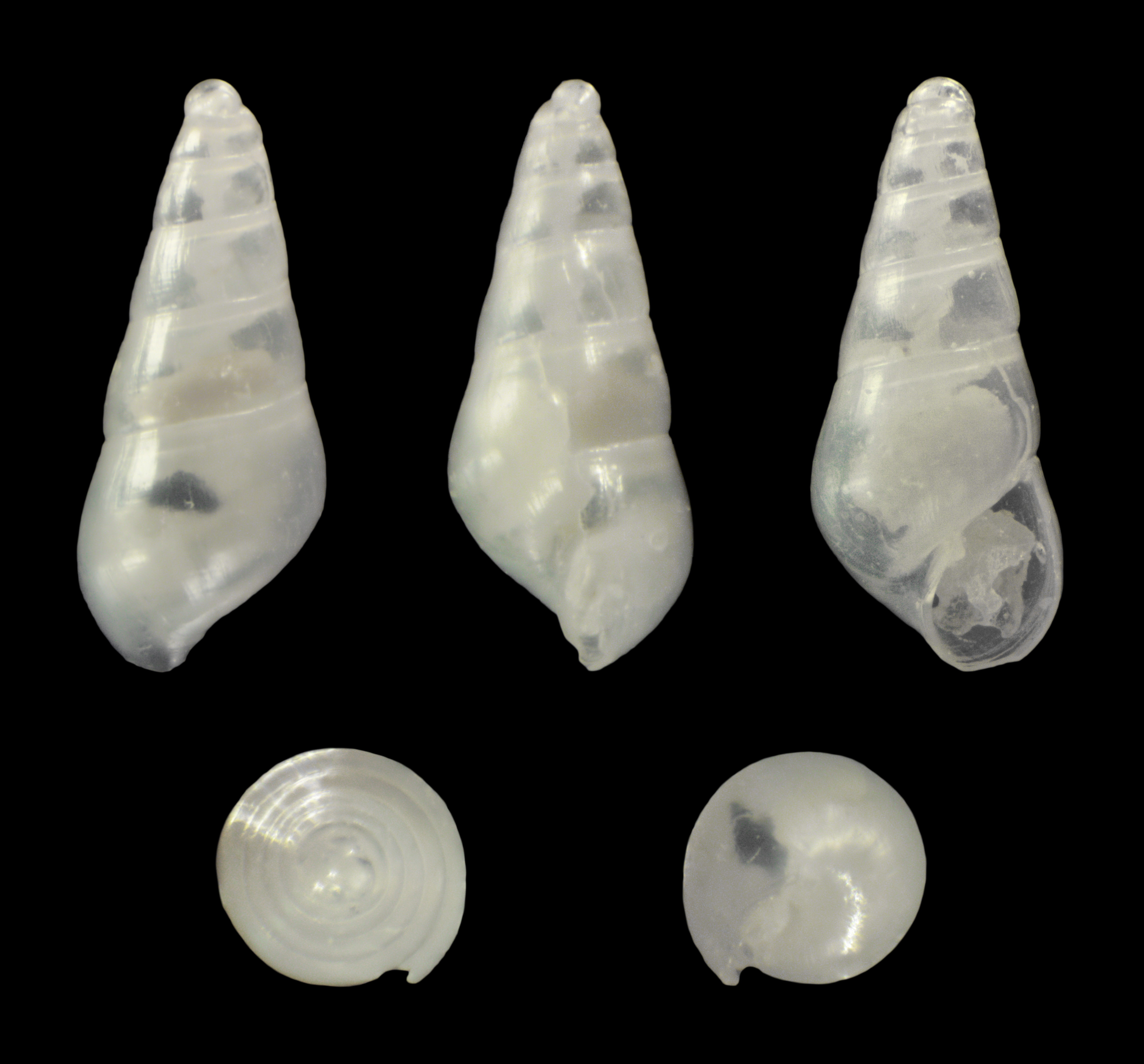
Odostomia acuta var. attenuata

A autoridade científica da espécie é Jeffreys, tendo sido descrita no ano de 1848.
Trata-se de uma espécie presente no território português, incluindo a zona económica exclusiva.